# Andalucía Challenger
L'Andalucía Challenger, noto come AnyTech365 Andalucía Open per ragioni di sponsorizzazione e in precedenza come Marbella Tennis Open e Casino Admiral Trophy, è un torneo professionistico di tennis che si gioca a Marbella in Spagna. Fondato nel 2018 come parte dell'ATP Challenger Tour maschile, dal 2022 si svolge anche il torneo femminile facente parte della categoria WTA 125. Si gioca sui campi in terra rossa del Club de Tenis Puente Romano.

## Albo d'oro

### Singolare maschile
| Anno | Campione          | Finalista       | Punteggio        |
| ---- | ----------------- | --------------- | ---------------- |
| 2023 | Non disputato     | Non disputato   | Non disputato    |
| 2022 | Jaume Munar       | Pedro Cachín    | 6–2, 6–2         |
| 2021 | Gianluca Mager    | Jaume Munar     | 2–6, 6–3, 6–2    |
| 2020 | Pedro Martínez    | Jaume Munar     | 7–6(4), 6–2      |
| 2019 | Pablo Andújar     | Benoît Paire    | 4–6, 7–6(6), 6–4 |
| 2018 | Stefano Travaglia | Guido Andreozzi | 6–3, 6–3         |

### Doppio maschile
| Anno | Campioni                               | Finalisti                            | Punteggio           |
| ---- | -------------------------------------- | ------------------------------------ | ------------------- |
| 2023 | Non disputato                          | Non disputato                        | Non disputato       |
| 2022 | Roman Jebavý Philipp Oswald            | Hugo Nys Jan Zieliński               | 7–6(6), 3–6, [10–3] |
| 2021 | Dominic Inglot Matt Reid               | Romain Arneodo Hugo Nys              | 1–6, 6–3, [10–6]    |
| 2020 | Gerard Granollers Pujol Pedro Martínez | Luis David Martínez Fernando Romboli | 6–3, 6–4            |
| 2019 | Kevin Krawietz Andreas Mies            | Sander Gillé Joran Vliegen           | 7–6(6), 2–6, [10–6] |
| 2018 | Guido Andreozzi Ariel Behar            | Martin Kližan Jozef Kovalík          | 6–3, 6–4            |

### Singolare femminile
| Anno | Categoria | Campionessa  | Finalista        | Punteggio   |
| ---- | --------- | ------------ | ---------------- | ----------- |
| 2022 | WTA 125   | Mayar Sherif | Tamara Korpatsch | 7–6(1), 6–4 |

### Doppio femminile
| Anno | Categoria | Campionesse                         | Finaliste                    | Punteggio        |
| ---- | --------- | ----------------------------------- | ---------------------------- | ---------------- |
| 2022 | WTA 125   | Irina Maria Bara Ekaterine Gorgodze | Vivian Heisen Katarzyna Kawa | 6–4, 3–6, [10–6] |